# Trzebnik (przystanek kolejowy)
Trzebnik − nieczynny przystanek osobowy w Trzebniku, w Polsce, w województwie dolnośląskim.